# Mitch Harris
Mitch Harris (31 de octubre de 1969 en Queens) es un guitarrista estadounidense, reconocido por su trabajo con la banda de death metal británica Napalm Death. Inició su carrera en una agrupación de grindcore llamada Righteous Pigs. En 1989 se unió a Napalm Death, banda en la que continúa en la actualidad. Ha participado en proyectos paralelos como Defecation junto a Mike Harris batería de Napalm Death,  Meathook Seed, Little Giant Drug y Goatlord. En 2013 escribió junto a Max Cavalera la canción "K.C.S." que fue incluida en el álbum Savages de la agrupación Soulfly.
Su más reciente proyecto musical se llama Menace. La banda publicó su álbum debut, Impact Velocity, en marzo de 2014 mediante la discográfica Season of Mist.